# Mégevette
Mégevette est une commune française située dans le département de la Haute-Savoie, en région Auvergne-Rhône-Alpes.
Ses habitants sont appelés les Mégevans.

## Géographie
Mégevette est une commune rurale située à 8 km au nord de Saint-Jeoire, dans la vallée du Risse.
Le village est situé à 890 m d'altitude et son point culminant est la Tête des Follys à 1 768 m.
La pointe des Jottis (1 548 m) se situe sur le territoire de la commune, tout comme la pointe des Follys (1 718 m) et le Crêt des Borets ou montagne d'Hirmentaz (1 607 m) point culminant du massif du même nom se trouvant au nord de la commune.
À noter, qu'à l'ouest, sur la frontière qu'elle partage avec Villard se trouve la pointe de Miribel (1 581 m) célèbre notamment pour son chemin de croix.

## Urbanisme

### Typologie
Au 1er janvier 2024, Mégevette est catégorisée commune rurale à habitat dispersé, selon la nouvelle grille communale de densité à sept niveaux définie par l'Insee en 2022.
Elle est située hors unité urbaine. Par ailleurs la commune fait partie de l'aire d'attraction de Genève - Annemasse (partie française), dont elle est une commune de la couronne,. Cette aire, qui regroupe 158 communes, est catégorisée dans les aires de 700 000 habitants ou plus (hors Paris),.

### Occupation des sols
L'occupation des sols de la commune, telle qu'elle ressort de la base de données européenne d’occupation biophysique des sols Corine Land Cover (CLC), est marquée par l'importance des forêts et milieux semi-naturels (85 % en 2018), en augmentation par rapport à 1990 (84,1 %). La répartition détaillée en 2018 est la suivante : 
forêts (62,7 %), milieux à végétation arbustive et/ou herbacée (22,4 %), zones agricoles hétérogènes (13,1 %), prairies (1,2 %), zones urbanisées (0,8 %).
L'IGN met par ailleurs à disposition un outil en ligne permettant de comparer l’évolution dans le temps de l’occupation des sols de la commune (ou de territoires à des échelles différentes). Plusieurs époques sont accessibles sous forme de cartes ou photos aériennes : la carte de Cassini (XVIIIe siècle), la carte d'état-major (1820-1866) et la période actuelle (1950 à aujourd'hui).

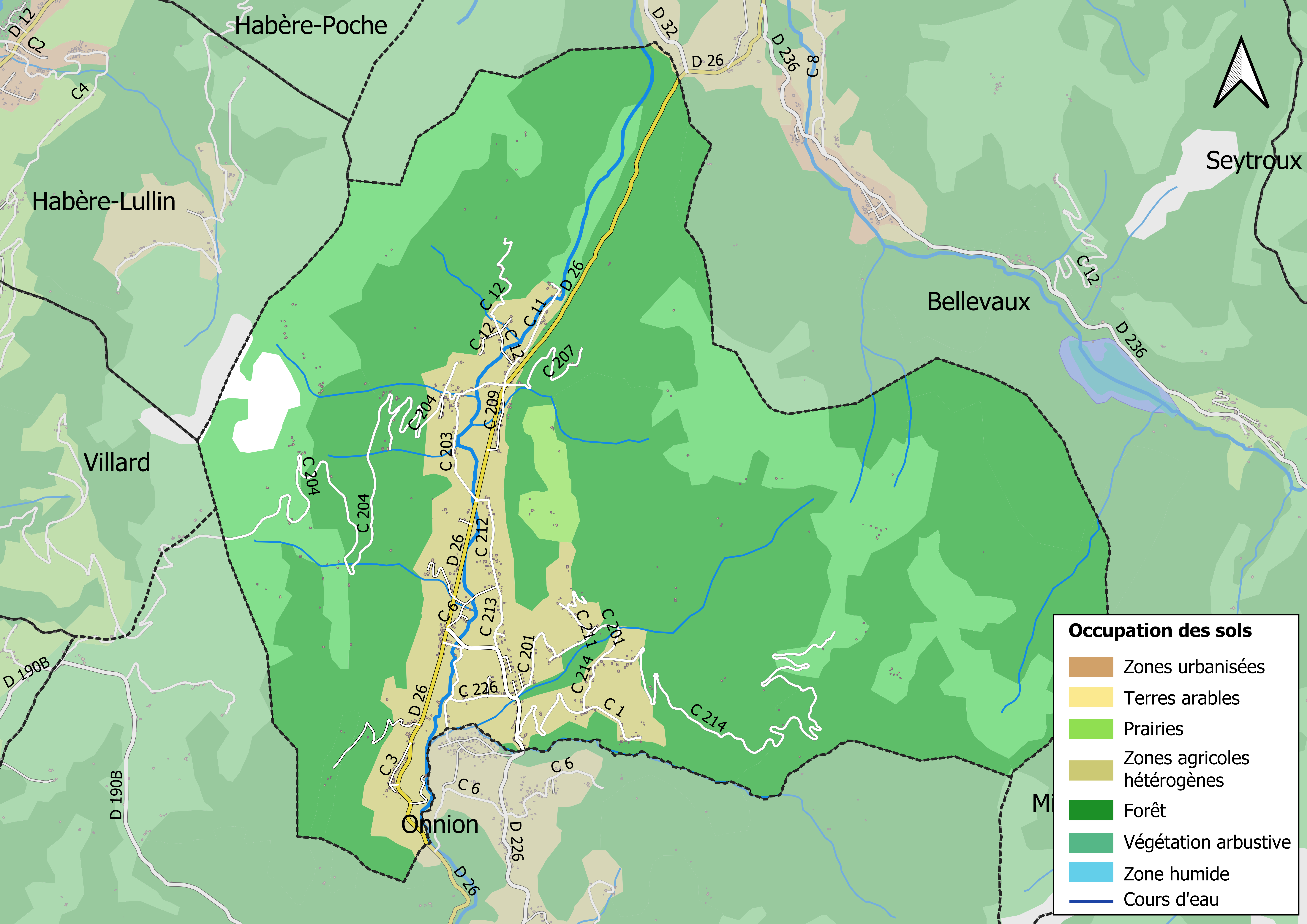
Carte des infrastructures et de l'occupation des sols en 2018 (CLC) de la commune.
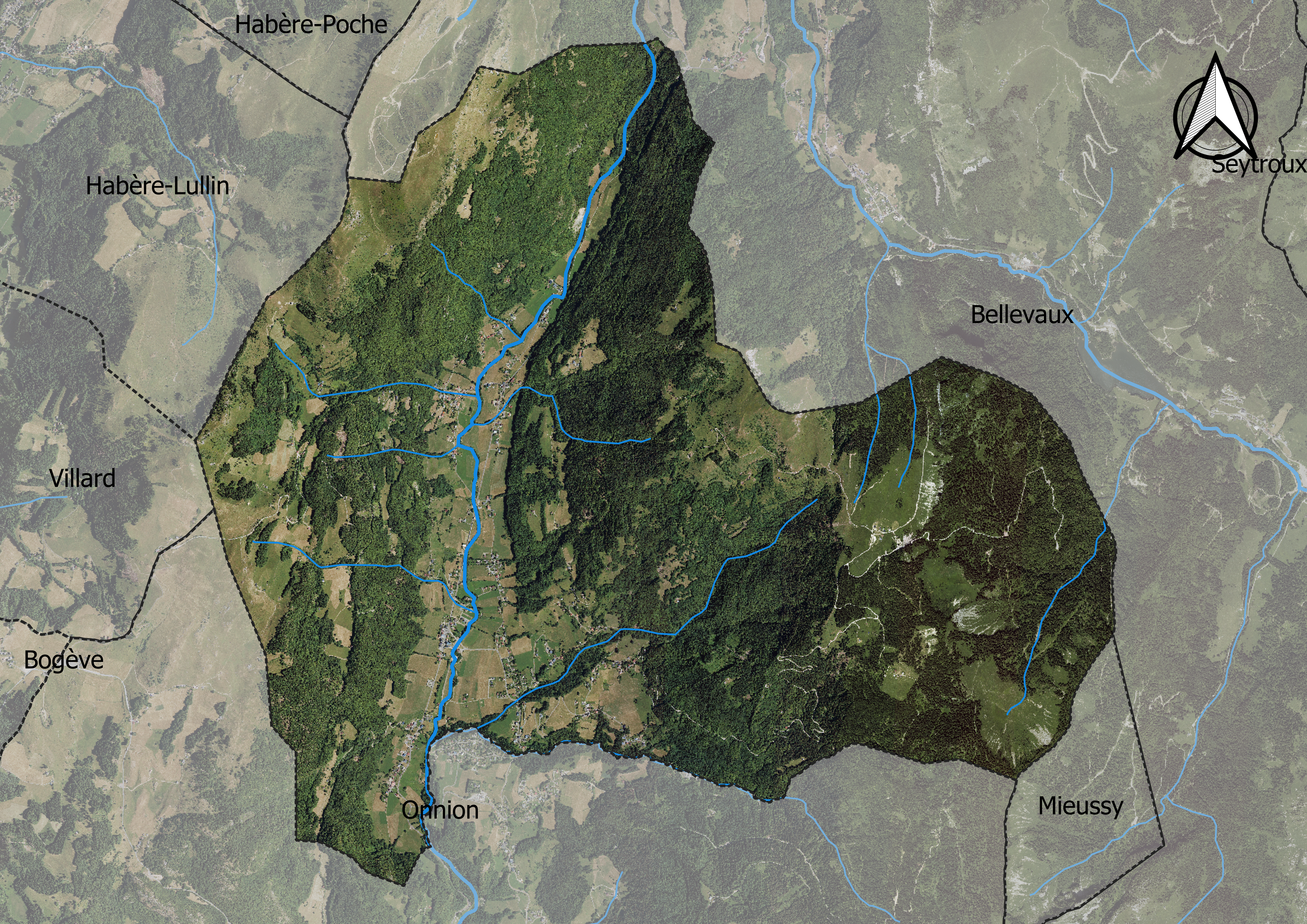
Carte orthophotogrammétrique de la commune.

## Toponymie
« Milieu des eaux ou montagne de l'eau ». Gaulois medio, racine indo-européenne medhi-, medhio-, « milieu », ou meg, « montagne », suffixe -eve « eau » et suffixe diminutif -ette.
Anciennement Mégevol, Megevela et Megevola à la fin du XIe siècle, Cura de Megeveta vers 1344.
La situation géographique de Mégevette, vallée entre deux montagnes et traversée par le ruisseau du Risse, rend crédible cette hypothèse.
En francoprovençal, le nom de la commune s'écrit Mezhvèta (graphie de Conflans) ou Megèveta (ORB).

## Politique et administration

### Liste des maires
| Période                                  | Période   | Identité              | Étiquette | Qualité     |
| ---------------------------------------- | --------- | --------------------- | --------- | ----------- |
| mars 2001                                | mars 2008 | Claudette Felisaz     | ...       | ...         |
| mars 2008                                | mars 2014 | Étienne Grivaz        | ...       | Agriculteur |
| mars 2014                                | En cours  | Max Meynet Cordonnier | ...       | Électricien |
| Les données manquantes sont à compléter. |           |                       |           |             |

## Population et société

### Démographie
L'évolution du nombre d'habitants est connue à travers les recensements de la population effectués dans la commune depuis 1793. Pour les communes de moins de 10 000 habitants, une enquête de recensement portant sur toute la population est réalisée tous les cinq ans, les populations de référence des années intermédiaires étant quant à elles estimées par interpolation ou extrapolation. Pour la commune, le premier recensement exhaustif entrant dans le cadre du nouveau dispositif a été réalisé en 2008.

En 2022, la commune comptait 606 habitants, en évolution de +6,13 % par rapport à 2016 (Haute-Savoie : +6,01 %, France hors Mayotte : +2,11 %).
| 1793 | 1800 | 1806 | 1822 | 1838 | 1848  | 1858 | 1861  | 1866  |
| ---- | ---- | ---- | ---- | ---- | ----- | ---- | ----- | ----- |
| 690  | 749  | 757  | 965  | 978  | 1 017 | 900  | 1 003 | 1 032 |

| 1872  | 1876  | 1881  | 1886  | 1891  | 1896  | 1901  | 1906  | 1911 |
| ----- | ----- | ----- | ----- | ----- | ----- | ----- | ----- | ---- |
| 1 062 | 1 101 | 1 065 | 1 080 | 1 001 | 1 041 | 1 007 | 1 003 | 955  |

| 1921 | 1926 | 1931 | 1936 | 1946 | 1954 | 1962 | 1968 | 1975 |
| ---- | ---- | ---- | ---- | ---- | ---- | ---- | ---- | ---- |
| 798  | 811  | 710  | 655  | 607  | 540  | 438  | 357  | 298  |

| 1982 | 1990 | 1999 | 2006 | 2008 | 2013 | 2018 | 2022 | - |
| ---- | ---- | ---- | ---- | ---- | ---- | ---- | ---- | - |
| 277  | 321  | 364  | 471  | 501  | 560  | 592  | 606  | - |

## Culture et patrimoine

### Lieux et monuments
- La Bray, alpage.
- Les grottes de Mégevette (spéléologie).
- Pointe de Miribel.
- L'église Saint-Nicolas (XIXe siècle).
- La Diomaz, les cascades, la croix des Chartreux.
- Le chemin de croix de la Pointe de Miribel érigé en 1878 par M. Jolivet, curé de Villard.
- La chapelle Notre-Dame des Anges.

### Télévision
- En 1975, Louis Grospierre tourna dans le village le feuilleton Le Village englouti (série télévisée), tiré du roman éponyme d'André Besson (diffusion en 1976 sur TF1).

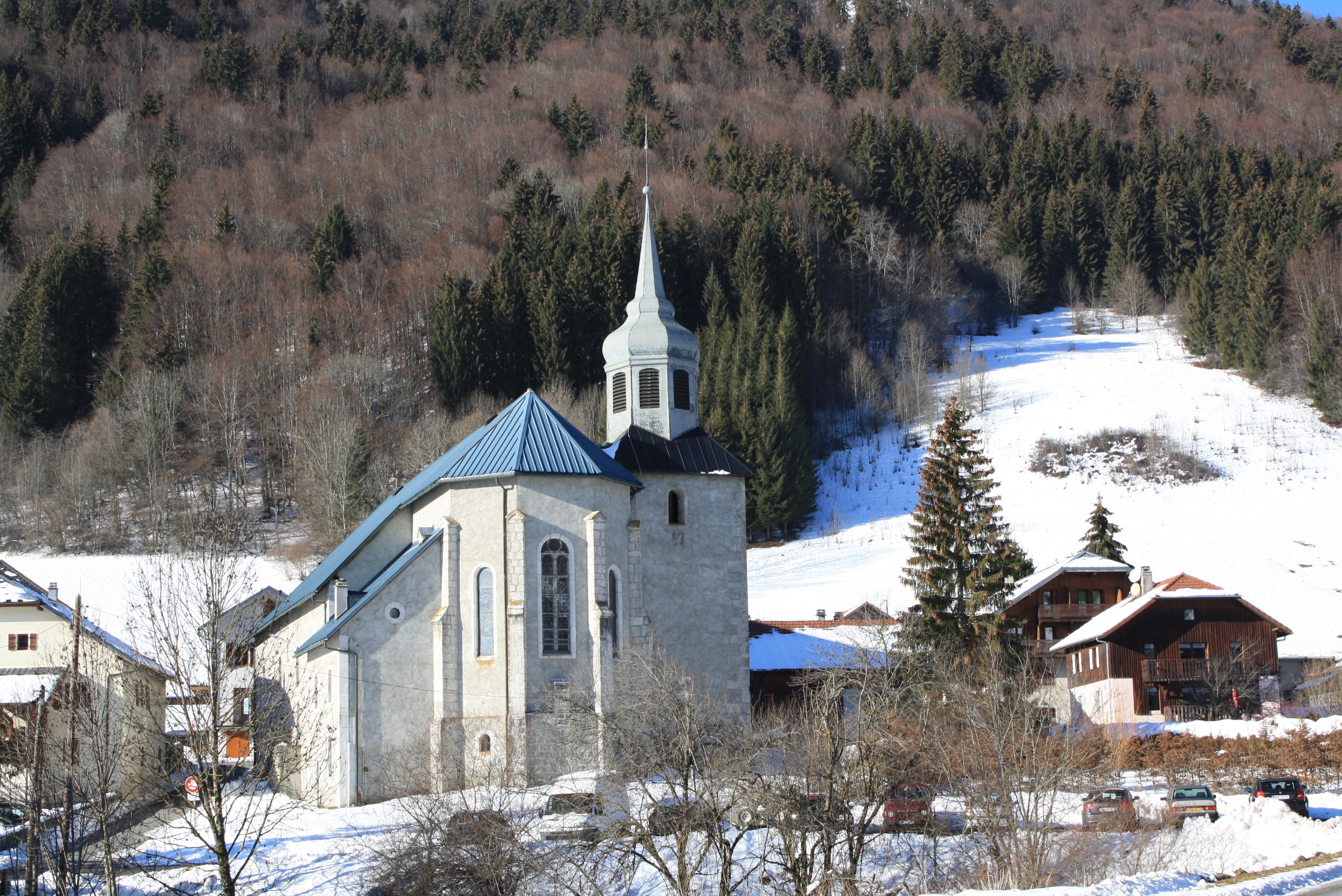
L'église.
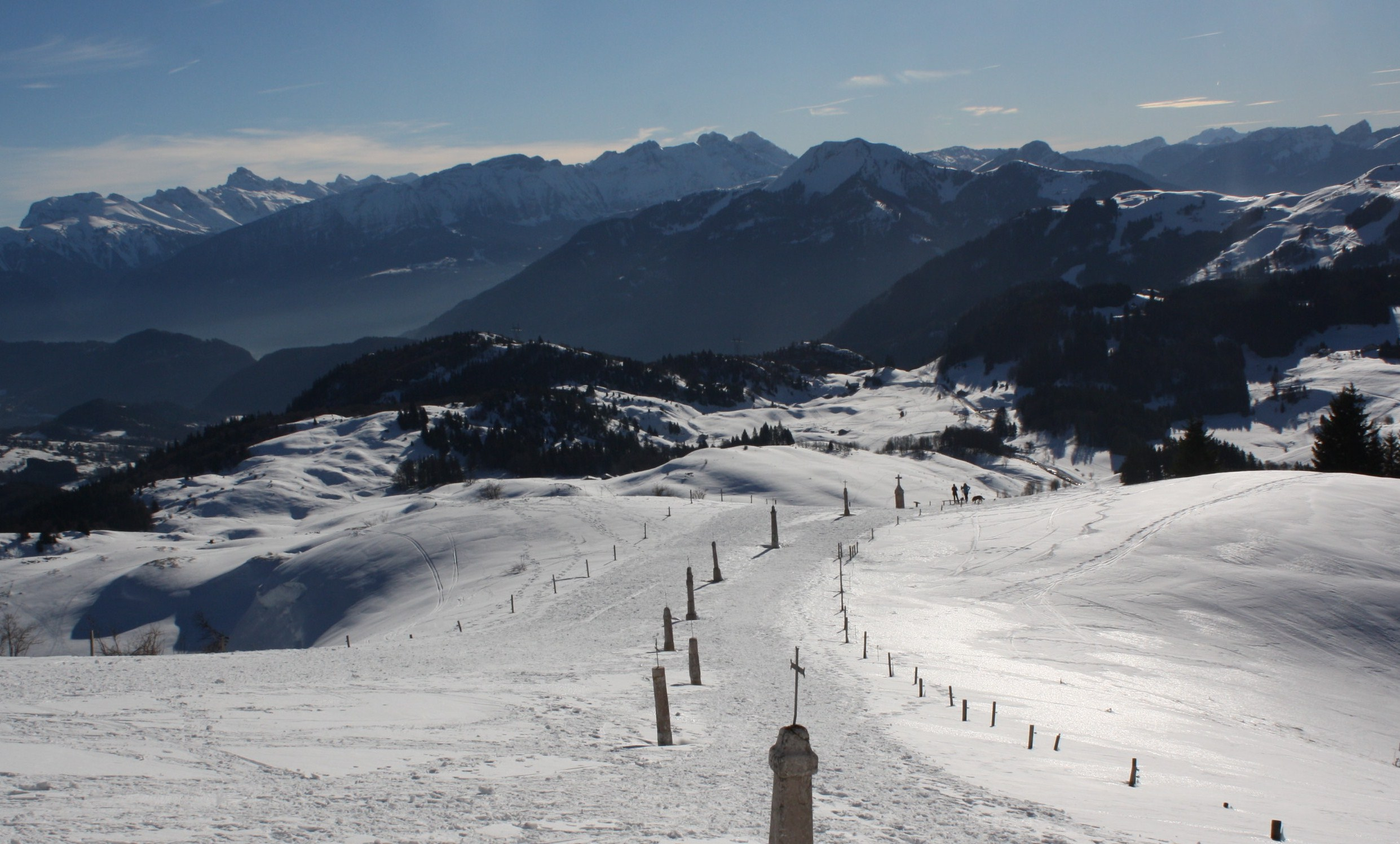
Chemin de croix et panorama.
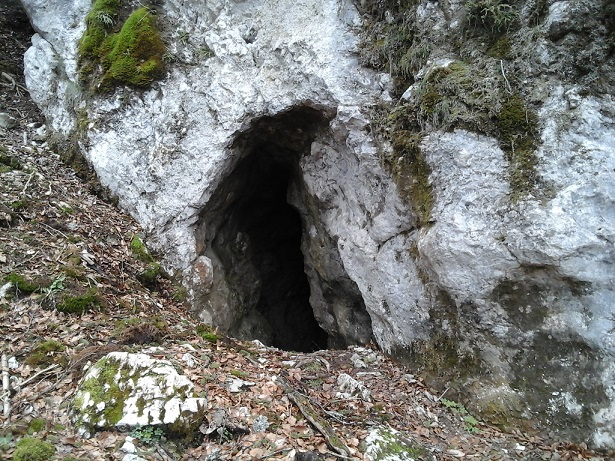
L'entrée de la principale des grottes de Mégevette.
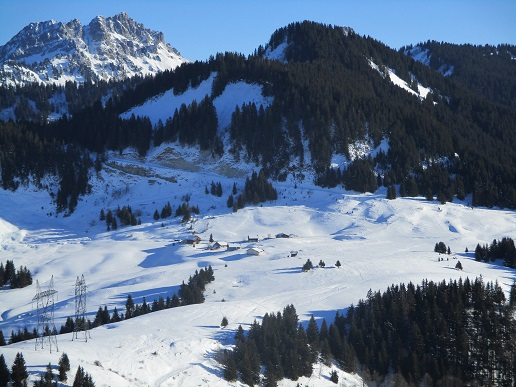
Les Chalets de La Bray, vue depuis la pointe des Jottis.
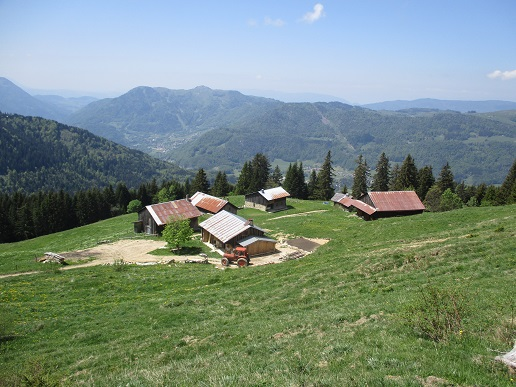
L'alpages des Bêtets.

### Personnalités liées à la commune
- Pierre-Joseph Rey, né le 22 avril 1770, de parents métayers de la famille Fernex et originaires de Bellevaux. Diacre à Thonon, il reçoit ensuite 'ordination sacerdotale à Fribourg en 1793. Durant l'occupation française du duché, il s'exile en Piémont, puis revient dans la région où il célèbre la messe dans des endroits de culte secret (notamment à Nifflon). En 1824, il est nommé évêque de Pignerol en Piémont, et en 1832, il devient évêque d'Annecy. Il meurt le 31 janvier 1842.
- Joseph Broizat, né le 12 janvier 1914 à Mégevette, colonel du 1er régiment de chasseurs parachutistes (1er RCP) pendant la guerre d'Algérie.

### Héraldique
| Blason de Mégevette | Blason  | Parti : au premier palé d'or et de gueules, au second d'argent à une marque au quatre de chiffre des colporteurs savoyards de sable ; le tout sommé d'un chef de gueules chargé d'une croix d'argent |
| Blason de Mégevette | Détails | adopté par délibération du conseil municipal du 28 juin 1993 |